# Kilpisjärvi (sjö)
Kilpisjärvi (nordsamiska: Gilbbesjávri) är gränssjö mellan Finland och Sverige. Den ligger i sin finländska del i Enontekis kommun vid byn Kilpisjärvi i Lappland. Den svenska delen ligger i Kiruna kommun. På svensk sida vid nordöstra delen av Övre Kilpisjärvi ligger Koltaluokta, dit turistbåten M/S Malla sommartid går från byn Kilpisjärvi. En bit nedströms den södra delen av Nedre Kilpisjärvi ligger Kummavuopio, som länge var Sveriges nordligaste plats med fast bosatta.
Kilpisjärvi ligger i Skanderna, den skandinaviska fjällkedjan. På den finska sidan ligger fjälltopparna omkring 300–550 meter och på den svenska sidan omkring 300 meter ovanför sjöns vattenyta. Stränderna är torra, karga och steniga. Det mest kända fjället nära sjön är Saana.
Kilpisjärvi är tudelad och delas av ett sund vid Salmivaara i den norra (övre) Ylinen Kilpisjärvi (nordsamiska Bajit Gilbbesjávri) och i den södra (nedre) Alanen Kilpisjärvi eller Alajärvi (Vuolit Gilbbesjávri eller Vuolle-Gilbbesjávri). Sjön avrinner genom Könkämä-Muonio-Torne älvar till Bottenviken.
Kilpisjärvi sammanlagda yta uppgår till 37 kvadratkilometer. Det största djupet på 57 meter ligger i den södra (nedre) bassängen. I den norra (övre) bassängen är det största djupet på 47 meter. Medeldjupet är 19,5 meter (22 meter enligt några källor), vilket innebär att Kilpisjärvi innehar det näst största medeldjupet i Finland efter Pyhäjärvi i Artsjö. Isarna lossnar i slutet av maj och sjön fryser till i början av november.

## Fiskbestånd
Harr, röding, sik och öring är de viktigaste fiskarterna i Kilpisjärvi. Siken är planterad i sjön. Kilpisjärvi är inget gott fiskevatten. Ett tecken på detta ses i den årliga pimpelfisketävlingen Vain kaksi kalaa (Bara två fiskar), som ordnas i början av maj. Trots ett deltagarantal på flera tusen under våren 2006, resulterade tävlingen i noll fångade fiskar uppfyllande måtten enligt reglerna .

## Delavrinningsområde
Ylinen Kilpisjärvi ingår i delavrinningsområde (767046-169764) som SMHI kallar för Utloppet av Ylinen Kilpisjärvi. Medelhöjden är 654 meter över havet och ytan är 188,84 kvadratkilometer. Räknas de tre avrinningsområdena uppströms in blir den ackumulerade arean 198,41 kvadratkilometer. Kilpisjoki som avvattnar avrinningsområdet har biflödesordning 3, vilket innebär att vattnet flödar genom totalt tre vattendrag innan det når havet efter 546 kilometer. Avrinningsområdet består mestadels av kalfjäll (73 procent). Avrinningsområdet har 34,18 kvadratkilometer vattenytor vilket ger det en sjöprocent på 18,1 procent.